# Nguyễn Tông Quai
Nguyễn Tông Quai (阮宗乖; trước đây có sách viết là Nguyễn Tông Khuê 阮宗奎, 1692 – 2 tháng 4 năm 1767),, hiệu Thư Hiên (舒翰); là nhà giáo, nhà thơ và là đại quan nhà Lê trung hưng trong lịch sử Việt Nam.
Ông cùng với Đoàn Trác Luân (anh trai nữ sĩ Đoàn Thị Điểm), Ngô Tuấn Cảnh và Nguyễn Bá Lân được người đời xưng tặng là Trường An Tứ hổ hay Trường An tứ tài.

## Tiểu sử
Nguyễn Tông Quai là người ở xã Phúc Khê, huyện Ngự Thiên, phủ Thái Bình (nay là xã Hòa Tiến huyện Hưng Hà, tỉnh Thái Bình). Lúc nhỏ, ông theo cha mẹ lên sống ở Thăng Long (Hà Nội), từng là Giám sinh trường Giám và theo học Thám hoa Đình nguyên Vũ Thạnh (1664 - ?). Nhờ chăm học, ông sớm nổi tiếng là người hay chữ khắp vùng.
Khoa Tân Sửu (1721) đời vua Lê Dụ Tông, Nguyễn Tông Quai thi đỗ Hội nguyên Đệ nhị giáp Tiến sĩ xuất thân (Hoàng giáp), được bổ làm quan ở Viện hàn lâm. Sau đó, ông lần lượt trải chức Thừa chính sứ Kinh Bắc và Đốc đồng Tuyên Quang.
Năm 1734, ông được cử đi đón sứ giả nhà Thanh (Trung Quốc) sang sắc phong.
Năm 1742, ông được cử làm Phó sứ (Chánh sứ là Nguyễn Kiều, chồng nữ sĩ Đoàn Thị Điểm), sang Yên Kinh (tức Bắc Kinh).
Năm 1745, ông trở về nước được thăng làm Tả thị lang bộ Hình, tước Ngọ Đình hầu. Nhưng chỉ ít lâu sau, ông bị vu cáo, bị giáng chức, dẫn việc phải bỏ quan về nhà.
Năm 1748, Nguyễn Tông Quai được triệu về kinh, cho khai phục chức cũ, và được cử làm Chánh sứ dẫn đoàn sang Yên Kinh lần thứ hai.
Năm 1750, ông trở về nước, được làm Tả thị lang bộ Hộ. Cũng vì ông vốn tính ngay thẳng, ghét sự tà vạy, không kiêng tránh, nể nang...nên không được lòng một số quan đồng triều. Một lần, ông bị Việp Quận công Hoàng Ngũ Phúc mượn chuyện đàn hặc, mà bị giáng xuống làm Hàn lâm thị độc, rồi sau đó bị truất bỏ.
Về làng, ông mở trường dạy học. Học trò ông có nhiều người thanh danh, trong số đó có Lê Quý Đôn, Đoàn Nguyễn Thục...
Nguyễn Tông Quai mất tại quê nhà ngày 4 tháng 3 năm Đinh Hợi (1767)

## Tác phẩm
Tác phẩm của Nguyễn Tông Quai có: 
- Sứ Hoa tùng vịnh (Chùm thơ vịnh trên đường đi sứ Trung Hoa), hiện có rất nhiều dị bản. Đây là tập thơ gồm khoảng 200 bài thơ chữ Hán, xướng họa cùng Chánh sứ Nguyễn Kiều. Ngoài 6 bài Tựa (trong đó có sứ giả Triều Tiên Lý Bán Thôn, tức Lý Tông Lâm và danh sĩ Việt Nam là Hồ Sĩ Đống), Bình ở đầu tiền, hậu tập, phần cuối của thi phẩm là ngót trăm bài thơ xướng họa tặng đáp với nhân sĩ Trung Quốc (như Trương Hán Chiêu, Âu Dương Vượng, Vương Văn Tường,..) và sứ giả Triều Tiên Lý Bán Thôn. Nhiều bài thơ trong tập thanh cao, diễm lệ, hài hòa, giữa thơ và họa, cân đối giữa tình và ý, rất điêu luyện về mặt dùng chữ đặt lời, về cách phối hợp các hình ảnh, nhịp điệu, âm thanh...được nhiều danh sĩ trong và ngoài nước khen [4].
- Sứ trình tân truyện (Truyện mới về lộ trình đi sứ). Đây là một tác phẩm có tính chất ký sự, gồm 670 câu thơ lục bát chữ Nôm và một số thơ Nôm làm theo Hàn luật. Nội dung là ghi lại tâm tư, cảm xúc, ngâm vịnh về danh lam thắng tích, sơn kỳ thủy tú của tác giả trên dặm dài từ Thăng Long đến Yên Kinh (Bắc Kinh) trong lần đi sứ lần thứ nhất (1742 – 1745). Giữa mạch lục bát, có xen vào 8 bài thơ Nôm Đường luật, được nhiều nhà nghiên cứu văn học xem là một chùm thơ đẹp.
- Ngũ luân tự (Thuật lại năm điều luân thường), gồm 646 câu thơ Nôm song thất lục bát.

Ngoài ra, Nguyễn Tông Quai còn cùng với Nguyễn Trác Luân, Ngô Tuấn Cảnh và Nguyễn Bá Luân làm ra quyển Vịnh sử thi tuyển (Quyển thơ vịnh sử) gồm 334 bài thơ chữ Hán, đề vịnh các thắng cảnh, sự tích, danh nhân...Trong quyển này, phần Nguyễn Tông Quai có 80 bài thơ.

## Nhận xét
Nguyễn Tông Quai có những trang rất đẹp miêu tả cảnh vật đất nước và khí thế của dân tộc, có những dòng chân thực và đầy tình nhân ái khi thể hiện tình cảm của một sứ thần.
Tập Sứ trình tân truyện và số thơ Nôm Hàn luật của ông, chứng tỏ ông là nhà thơ khai sáng dòng ca Nôm sứ trình, là cây bút thể hiện tâm chí ái quốc và bản lĩnh văn hóa Vô tốn bất dị (không kém, không khác so với văn hóa Trung Hoa) của sứ thần Đại Việt trên đất nước Đại Thanh.
Tập Sứ Hoa tùng vịnh được sứ giả Triều Tiên và nhân sĩ Trung Quốc khen tặng là không thua kém thơ thời thịnh nhà Đường. 
Dư luận trong nước cũng từng đánh giá cao tài thơ của ông. Ngô Thì Sĩ khen ông là "lừng tiếng thơ hay khắp cõi", còn Phan Huy Chú thì khen ông là "điêu luyện, mới mẻ, đáng ưa"...
Tóm lại, Nguyễn Tông Quai với tư cách một sứ thần không những đã hai lần hoàn thành trọng trách của một nho thần trung tâm ái quốc, mà còn để lại hai giai tác Sứ trình tân truyện và Sứ Hoa tùng vịnh, tiêu biểu cho thơ văn bang giao thời Lê Trung hưng .

## Thông tin liên quan
Nhà thờ Nguyễn Tông Quai hiện ở tại xóm Dinh, thuộc làng Sâm, xã Hòa Tiến, huyện Hưng Hà, tỉnh Thái Bình. Đây chính là quê gốc của Nguyễn Tông Quai. 
Năm 1993, kỷ niệm 300 năm ngày sinh của Nguyễn Tông Quai, Sở Văn hóa và thể thao Thái Bình kết hợp với Khoa Ngữ văn Đại học Tổng hợp Hà Nội, Viện Nghiên cứu Hán Nôm, tổ chức hội thảo cấp quốc gia về ông tại huyện Hưng Hà.

## Sách tham khảo
- Phan Huy Chú, Lịch triều hiến chương loại chí (Tập 3). Nhà xuất bản Khoa học xã hội, 1992.
- Trần Văn Giáp, Tìm hiểu kho sách Hán Nôm (Tập 1 và Tập 2 in chung). Nhà xuất bản Khoa học xã hội, 2003.
- Bùi Duy Tân, mục từ Nguyễn Tông Quai trong Từ điển Văn học (bộ mới). Nhà xuất bản Thế giới, 2004.
- Nguyễn Q. Thắng-Nguyễn Bá Thế, Từ điển nhân vật lịch sử Việt Nam. Nhà xuất bản Khoa học xã hội, 1992.
- Nguyễn Thạch Giang (chủ biên), Văn học thế kỷ 18. Nhà xuất bản Khoa học xã hội, 2003.
- Việt Anh-Cao-Lê Thu Hương, Chuyện kể các nhà khoa bảng trong lịch sử Việt Nam. Nhà xuất bản Thanh Niên, 2010.
- Chu Xuân Giao, Đi tìm căn gốc cho danh xưng của tác giả "Sứ Hoa tùng vịnh" Khuê hay Quai?, Tạp chí Hán Nôm tháng 1 năm 1994.